# Heilbad Heiligenstadt
Heilbad Heiligenstadt es una ciudad en el noroeste de Turingia, Alemania. Heiligenstadt tiene 16.610 habitantes (2010) y es la ciudad capital del Distrito de Eichsfeld. 
Heiligenstadt es una ciudad antigua con un centro medieval y varias iglesias. La región «Eichsfeld» tiene una población mayoritariamente católica mientras que el resto de Turingia es mayoritariamente luterano o ateísta.

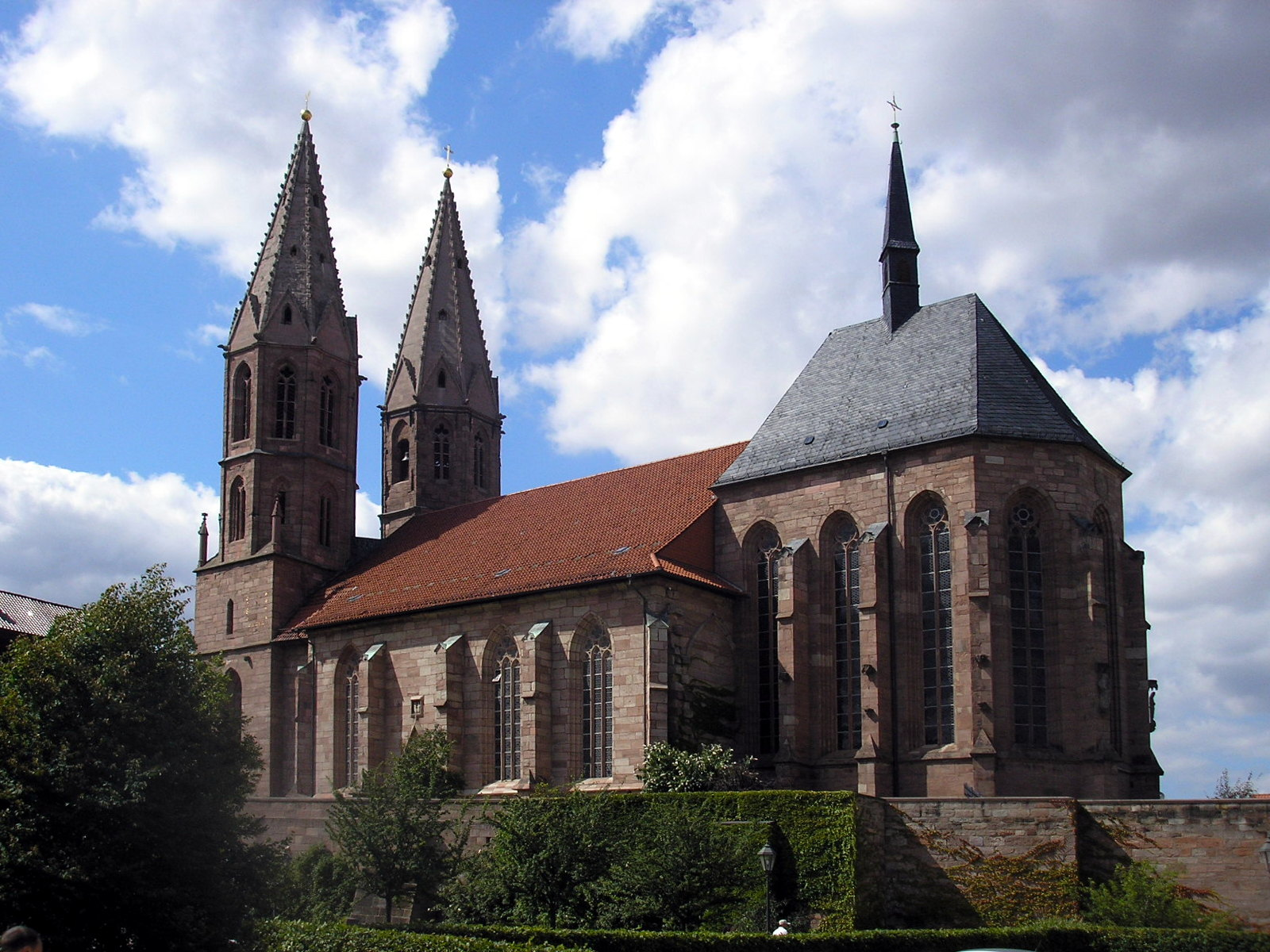
Iglesia mayor Santa María
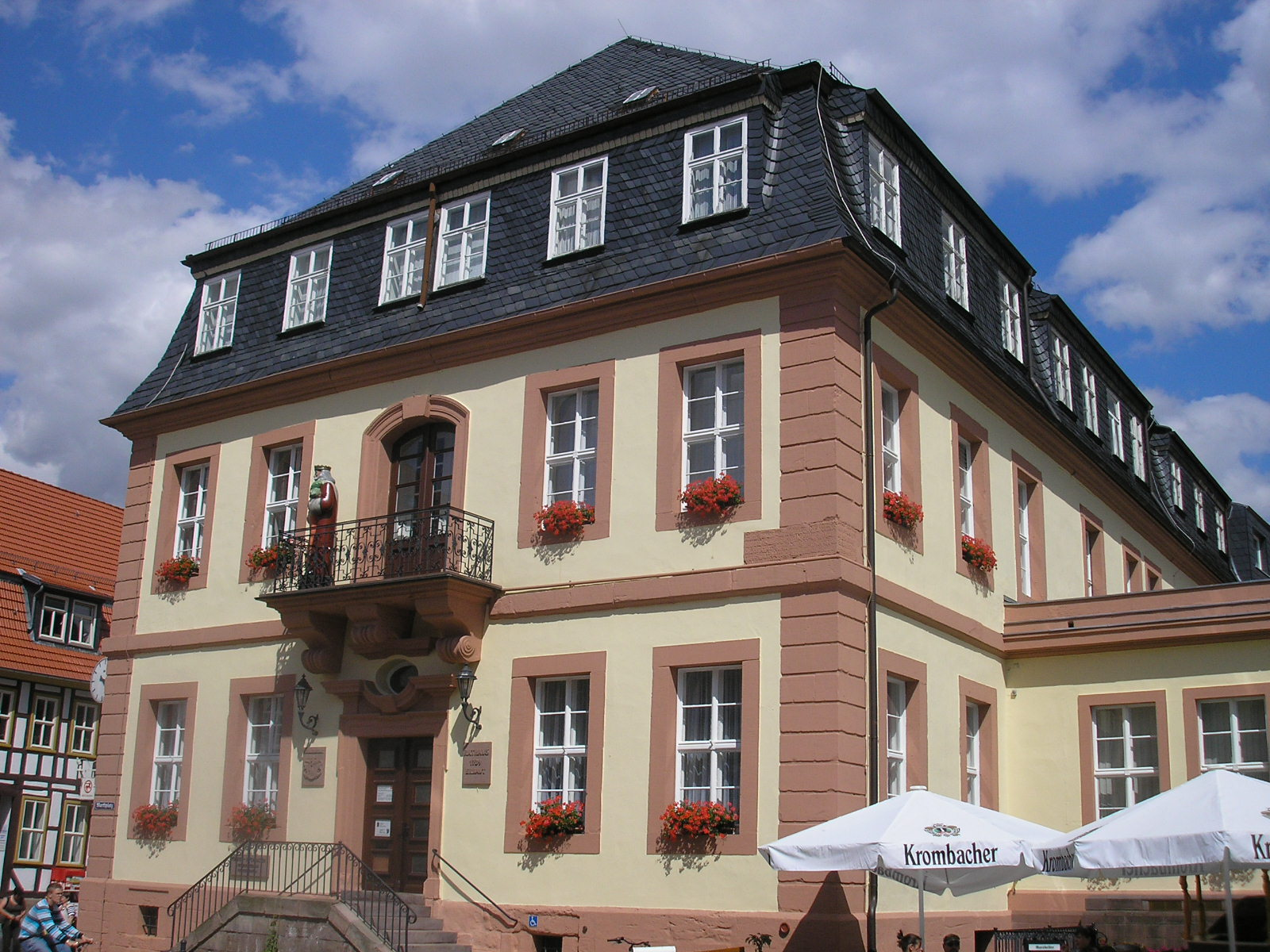
Ayuntamiento
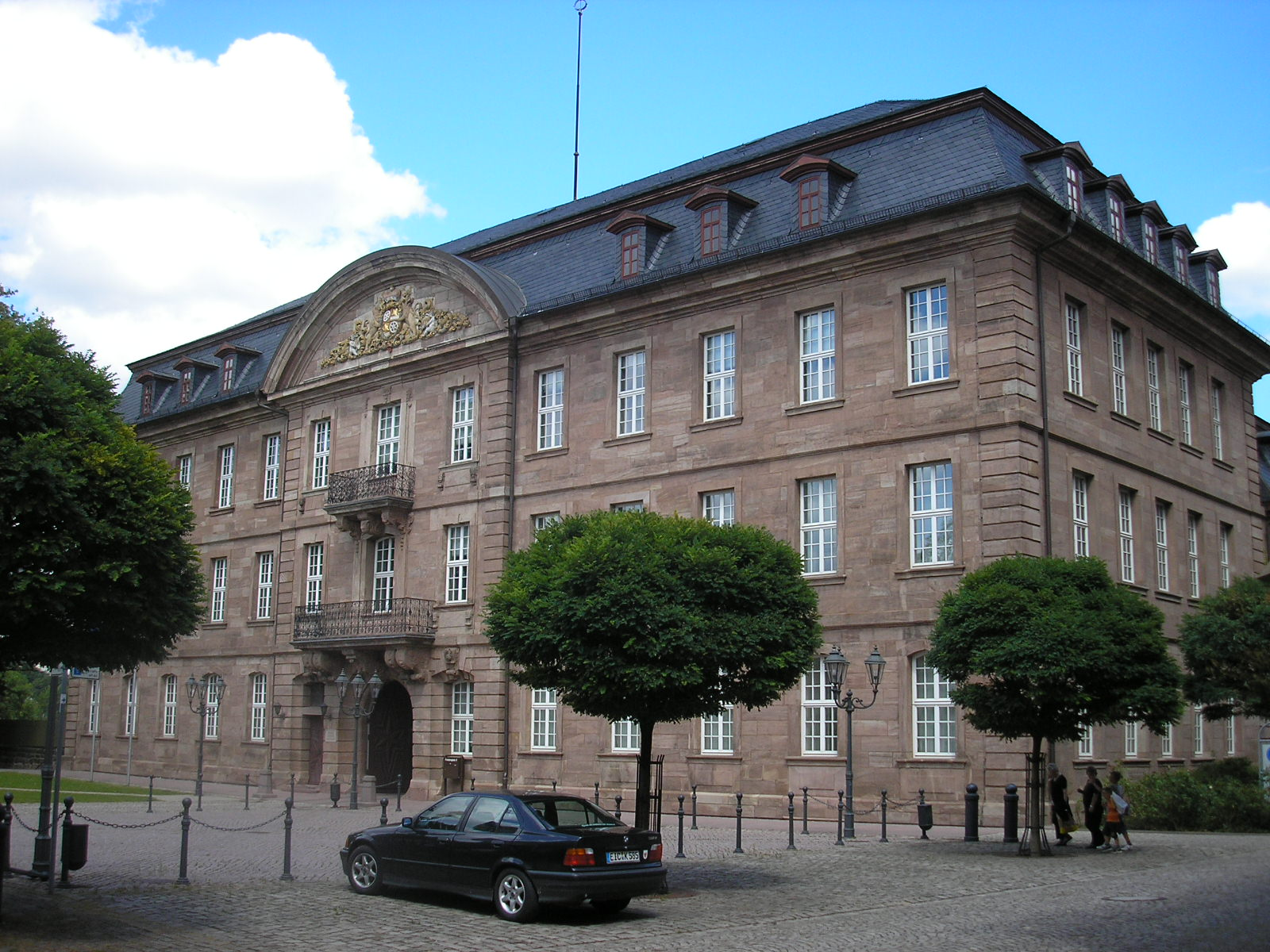
Castillo de los obispos de Maguncia
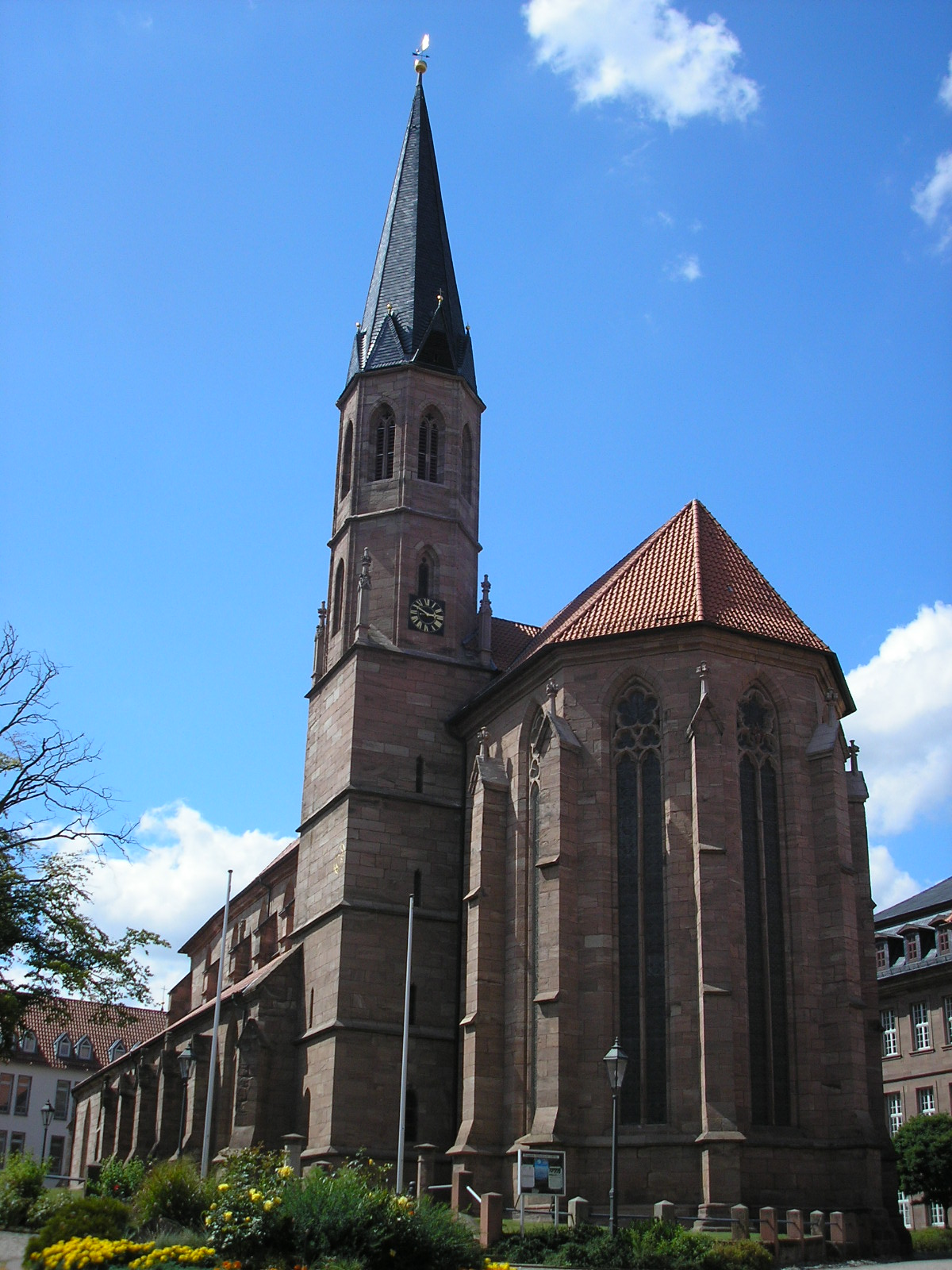
Iglesia luterana San Martín